# Tierra Blanca, Tabasco
Tierra Blanca är en ort i Mexiko.   Den ligger i kommunen Tabasco och delstaten Zacatecas, i den centrala delen av landet, 500 km nordväst om huvudstaden Mexico City. Tierra Blanca ligger 1 519 meter över havet och antalet invånare är 181.
Terrängen runt Tierra Blanca är varierad. Runt Tierra Blanca är det ganska tätbefolkat, med 54 invånare per kvadratkilometer. Närmaste större samhälle är Tabasco, 4,3 km söder om Tierra Blanca. I omgivningarna runt Tierra Blanca växer huvudsakligen savannskog.